# ワラライフ!!
『ワラライフ!!』（What a Wonderful Life!!）は、2011年公開の日本映画。第2回沖縄国際映画祭・長編プログラム成績出品作品、及び第15回釜山国際映画祭・アジア映画の窓部門正式出品作品。

## 概要
お笑い芸人である木村祐一監督による長編『ニセ札』に続く第2回監督作品。監督自らの体験をもとにしたハートフルストーリー映画。主演は人気お笑いコンビ・しずるの村上純。生活環境のある撮影に拘り、中流家庭にみられる美術や衣装を表現している。
キャッチコピーは、「明日が今日より幸せになる。」。
公開を記念し2011年1月14日に居酒屋『きむら庵』全店で先着50名に「ワラライフ!!のクリームシチュー」の無料試食会が実施されている。

## あらすじ
東京で結婚のための2人で暮らす部屋を探していた古川修一と恋人の綾城まり。同時期に修一の家族が引っ越しがありその手伝いをするため実家に帰ると、引越しの中で少年時代の日々を思い返していく。そんな事もあったある日に不動産で応対されたのは小学校の同級生である事故があった以降疎遠となっていた小倉弘之であった。今思い起こせばたいしたことでもない事であったが、中々謝ることができない。しかし、思い出す家族との日々に再び小倉に会う決意をする。

## 登場人物
- 古川修一 - 村上純（しずる）
- 綾城まり - 香椎由宇
- 古川和恵 - 田畑智子
- 小倉弘之 - 高岡蒼甫
- 古川慶子 - 鈴木杏樹
- 古川肇 - 吉川晃司
- 小倉良子 - YOU
- 肇の友人 - 板尾創路
- 写真屋の店主 - 木村祐一
- 向かいのおばさん - 大谷直子
- 国語の先生 - 田中要次
- 優子の彼氏 - 河本準一（次長課長）
- 同僚 - 井上聡（次長課長）
- 和恵の彼氏 - 池田一真
- 幼稚園の先生 - 安藤玉恵
- 竹中優子 - 西方凌
- 鈴木理子
- 田中祥平
- 加藤翼
- 丸山歩夢
- 丸山瀬南

## スタッフ
- 監督 - 木村祐一
- 脚本 - 木村祐一、井土紀州
- プロデューサー - 水谷暢宏、岡本昭彦、小西啓介
- アソシエイトプロデューサー - 田島雄一、菊井徳明、松岡剛
- ラインプロデューサー - 森太郎
- キャスティングプロデューサー - 元川益暢
- プロダクションマネージャー - 坂口慎一郎
- 美術プロデューサー - 磯見俊裕
- 撮影 - 池内義浩
- 照明 - 舟橋正生
- 録音 - 岡本立洋
- VE - 新部信行
- 美術 - 郡司英雄
- 装飾 - 尾関龍生
- 衣裳 - 波多野芳一
- スタイリスト - 小里幸子
- ヘアメイク - 伊藤元
- 制作担当 - 関浩紀
- 監督補 - 七字幸久
- 編集 - 今井剛
- 記録 - 山本亜子
- 音楽監督・作曲 - 藤原いくろう
- 製作 - 吉本興業、ファントム・フィルム
- 制作プロダクション - よしもとクリエイティブ・エージェンシー
- 制作協力 - ファントム・フィルム、ウィルコ
- 配給 - ファントム・フィルム